# 莎斯拉

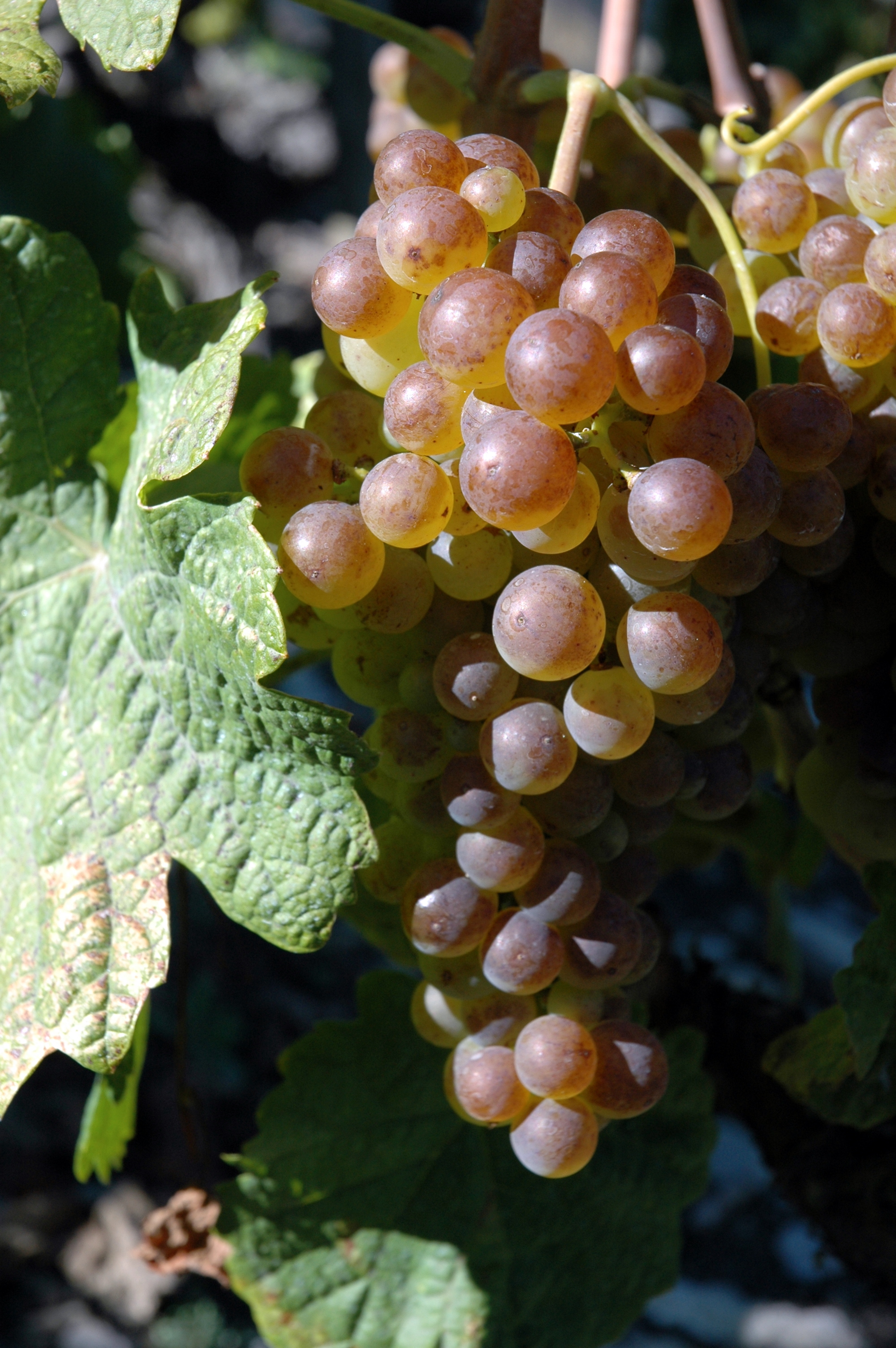
Chasselas 葡萄的总状花序.

莎斯拉（法語：Chasselas），是一種產自瑞士的白葡萄品種。
莎斯拉主要種植於歐洲的葡萄園，多作為鲜食葡萄，也可用来做葡萄酒。
使用瑞士西部优质葡萄产区的莎斯拉制成的葡萄酒，颜色淡黄並带气泡，品質較好，濃度高且口感濃郁，在當地較為出名。

## 歷史
一般說法出產自瑞士，屬瑞士原生品種。
在瑞士，莎斯拉是多年种植的主要品种。用它制作的酒，可以作为开胃酒，或者搭配瑞士的典型奶酪，如奶酪火锅或火烤菜。
1980年代以来，人们减少了莎斯拉的生产去种植红葡萄。

## 栽種分佈
一般是種植於瑞士一帶，種植面積為4,013公頃，為全瑞士第二大。在瑞士的瓦萊州，它被稱為Fendant，因為它的種子在牙齒下會裂開。
在德國，種植面積則為1,123公頃，多集中在西南部巴登，當地人稱它為Gutedel。
在法國，一般是種植於法國中部盧瓦爾河流域。